# Fairview Downs
Fairview Downs est une banlieue de l’est de la cité de Hamilton située dans l’Île du Nord de la Nouvelle-Zélande

## Histoire
La localité s'est développée par étapes.
La Tramway Road, constitue la limite ouest de la banlieue de Fairview, qui fut proposée pour recevoir une ligne de tramway sur la carte de 1865.
Il semble qu’il y avait une double largeur pour permettre aussi la présence d’un tramway en direction de la localité de Cambridge et qui a été discuté en premier par le Kirikiriroa Road Board en 1872 bien que le nettoyage et la couverture en graviers ne commença pas avant l’année 1891 et le revêtement était en cours en 1925.
La bibliothèque d’Hamilton (en) dit que c’est une subvention de la couronne qui en donna le départ et que la localité  fut dénommée ainsi vers 1890 à 1900 par les leaders civiques, géomètres et citoyens, parce qu’il y avait une ligne de tramway dans le voisinage.
La Carrs Road  fut dénommée en 1917 par la famille Carr, qui l’ouvrit.
L'Alderson Road fut dénommée entre 1936 et 1940 par A.J. Thompson, le lotisseur d’après la famille Alderson, qui avaient été les propriétaires à l’origine pour ces terres.
La zone au sud de Powells Road fut développée en 1962 par D.M. McKenzie
La rue Fairview fut dénommée en 1967 par Alf Steele, le promoteur, qui voulait un nom qui rende son secteur plus attractif.
Le développeur transféra sa ferme vers le sud en 1967
Fairview, au nord de Powells Road, fut transformée en lotissement entre 1970 et 1974 par la société Peerless Homes Ltd, propriété d'Alf Steele.

## Démographie
Fairview Downs avait une population de 3201 habitants selon le recensement de 2018 en Nouvelle-Zélande en augmentation de 219 personnes  (soit 7,3 %) depuis recensement de 2013 et une augmentation de 225 personnes(soit 7,6 %) depuis le recensement de 2006.
Il y a  1026 logements et on note la présence de  1587 hommes et 1617 femmes, ce qui donne un sexe-ratio de 0,98 homme pour une femme.
L’âge médian est de 30,4 ans (comparé aux 37,4 ans au niveau national), avec 765 personnes (soit 23,9 %) âgées de moins de 15 ans, 810 personnes  (soit 25,3 %) âgées de 15 à 29 ans, 1341 personnes (soit 41,9 %) âgées de 30 à 64 ans et 288 personnes  (soit 9,0 %) âgées de 65 ans ou plus.
L’ethnicité est pour 61,2 % européens/Pākehā, 30,6 % Māori, 7,2 % personnes originaires du Pacifique, 12,7 % Asiatiques, et 4,1 % d’une autre ethnicité (le total fait plus de 100 % dans la mesure où une personne peut s’identifier avec de multiples ethnicités).
La proportion de personnes nées outre-mer est de 22,0 %, comparée aux 27,1 % au niveau national.
Bien que certaines personnes objectent de donner leur religion, 47,3 % n’ont aucune religion, 33,5 % sont chrétiens, 2,8 % sont hindouistes, 3,7 % sont musulmans, 1,3 % sont bouddhistes et 4,8 % ont une autre religion.
Parmi ceux de plus de  15 ans, 567 personnes (soit 23,3 %)  avaient une licence ou un degré supérieur et 402 personnes (16,5 %) n’avaient aucune qualification formelle.
Le revenu médian est de 31,700 $, comparé aux 31,800 $ au niveau national.
Le statut d’emploi de ceux d’au moins 15 ans est pour 1275 personnes (52,3 %)  un emploi à plein temps, pour 351 personnes (14,4 %) un à temps partiel et 156 personnes (6,4 %) sont sans emploi.
En 2013, l’index de carence socio-économique, allant de 1 à 10 à partir de la zone la moins à la plus défavorisée), classe Fairview Downs à  8/10 (modérément défavorisée).
En 2018, la zone de recensement (en) de Fairview Downs perdit mais aussi gagna certaines petites zones de terrain sur la bordure ouest.
La population s’est donc accrue lentement et elle est plus jeune que la moyenne nationale de 37,4 ans en moyenne, mais tout près de la médiane nationale pour le revenu avec plus du double de la ville de Hamilton pour ce qui concerne la présence des Māori, qui représentent 23,7 %, comme cela est visible ci-dessous (les tableaux des limites de 2013 sont entre parenthèses) -
| année | Population   | âge médian | logements | revenus médians | revenus médians au niveau national |
| ----- | ------------ | ---------- | --------- | --------------- | ---------------------------------- |
| 1996  | (2547)       |            | (855) .   |                 |                                    |
| 2001  | (3114)       | (28,5)     | (1032)    | (20,300 $)      | 18,500 $                           |
| 2006  | 2976 (3.333) | (29)       | (1110)    | (25,500 $)      | 24,100 $                           |
| 2013  | 2.92 (3330)  | (29,4)     | (1110)    | (28,100 $).     | 27,900 $.                          |
| 2018  | 3201         | 30,4       | 1029      | 31,700 $.       | 31,800 $                           |